# Atibong Wire
Atibong Wire (ou Atabong Wire, Atebong Wire, Atebong) est une localité du Cameroun située dans la Région du Sud-Ouest et le département de Manyu. Elle est rattachée administrativement à l'arrondissement de Upper Bayang (Tinto Council) et au canton de Tinto.

## Population
La localité comptait 193 habitants en 1953, puis 212 en 1967, des Banyang.
Lors du recensement de 2005, on y a dénombré 359 personnes.